# Charles Kuhn (Kunsthistoriker)
Charles Louis Kuhn (* 14. Dezember 1901 in Cincinnati; † 21. Juli 1985 in Cambridge) war ein US-amerikanischer Kunsthistoriker, Kurator und Museumsdirektor.

## Leben
Kuhn studierte Kunstgeschichte. Er war ab 1930 als Hochschullehrer an der Harvard University tätig. Kuhn war Museumsdirektor des Busch-Reisinger Museum an der Harvard University. Seine berufliche Karriere wurde im Zweiten Weltkrieg durch seinen Einsatz in Europa als Lieutenant Commander für das US-amerikanische Militär unterbrochen. In diesen Jahren war er als Monumentmen für Monuments, Fine Arts, and Archives Section tätig.
Als Museumsleiter erwarb er unter anderem das Gemälde von Max Beckmann Selbst-Porträt in Tuxedo, das Gemälde von Erich Heckel To the Convalescent Woman und das Gemälde von Ernst Ludwig KirchnerSelbst-Porträt mit einer Katze. Mit der Ankunft des deutschen Architekten Walter Gropius an der Harvard University erwarb er in den folgenden Jahren Werke der Baushauskünstler Josef Albers und Anni Albers, Laszlo Moholy-Nagy und Lyonel Feininger. Nach dem Zweiten Weltkrieg arbeitete er erneut als Hochschullehrer und Museumsdirektor an der Harvard University. Kuhn war verheiratet und hatte zwei Kinder.